# امام‌باغی
امام‌باغی (ترکی آذربایجانی: İmambağı) یک منطقهٔ مسکونی در جمهوری آرتساخ است که در استان کاشاتاق واقع شده‌است.